# The Adventures of Ford Fairlane
The Adventures of Ford Failane is een Amerikaanse film uit 1990 geregisseerd door Renny Harlin met in de hoofdrol Andrew Dice Clay.
De film ontving erg slechte recensies. Het had een budget van 40 miljoen waarvan het maar de helft opbracht. De film won drie Razzies onder andere voor slechtste film (samen met Ghosts Can't Do It), slechtste acteur en slechtste scenario.

## Rolverdeling
| Acteur              | Personage          |
| ------------------- | ------------------ |
| Andrew Dice Clay    | Ford Fairlane      |
| Wayne Newton        | Julian Grendel     |
| Priscilla Presley   | Colleen Sutton     |
| Lauren Holly        | Jazz               |
| Gilbert Gottfried   | Johnny Crunch      |
| Maddie Corman       | Zuzu Petals        |
| David Patrick Kelly | Sam the Sleaze Bag |
| Morris Day          | Don Cleveland      |
| Robert Englund      | Smiley             |
| Ed O'Neill          | Lt. Amos           |
| Brandon Call        | The Kid            |
| Vince Neil          | Bobby Black        |
| Sheila E.           | Club singer        |
| Lala                | Sorority girl      |
| Kari Wuhrer         | Melodi             |